# S/S Bore
S/S Bore, plus tard S/S Borea et M/S Kristina Regina, fut le premier vrai car-ferry (Ro-pax) sur la ligne  Turku-Stockholm et en même temps l'un des derniers bateaux à vapeur construits en Scandinavie. De 1987 à 2010, il a navigué comme navire de croisière dans diverses eaux.
Mis hors service en 2010, il est désormais navire musée de la collection du Forum Marinum à Turku, sur la rivière Aura.

## Historique

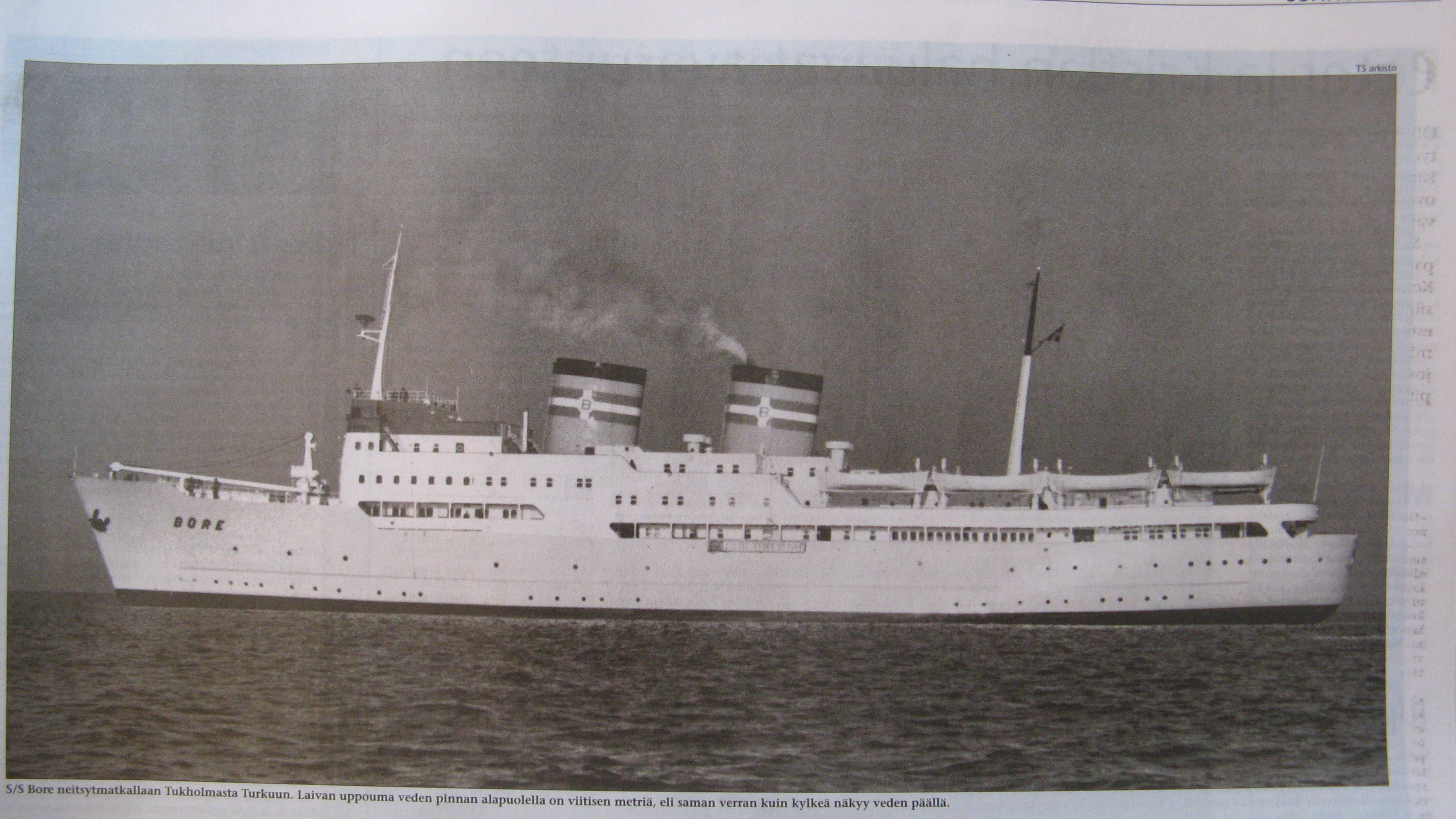
S/S Bore après son lancement

Le navire, construit en Suède en 1960, appartenait à l'origine à la compagnie maritime Bore, basée à Turku, sous le nom de S/S Bore. Hans von Rettig, le plus grand actionnaire de la compagnie maritime Bore, a voulu une motorisation à vapeur à bord, le dernier paquebot à passagers de ce type construit en Scandinavie. Le navire a d'abord navigué principalement de Turku (via Mariehamn) à Stockholm. 
Au début des années 70, la commercialisation du trafic est transférée à Silja Line sous le nom de S/S Boren. En 1976, Silja Line a réduit ses activités et le trafic du S/S Boren vers Stockholm a pris fin.
Le navire a été vendu à Jakob Lines (en) en 1977 et navigua entre Pietarsaari et Skellefteå sous le nom de S/S Borea. En 1981, Folkline a testé le trafic entre Kaskinen et Gävle, et en décembre 1981, le navire a navigué en Algérie pendant trois ans. 
La société Aura Line, basée à Turku, a acheté le navire en 1984 et a tenté de rétablir le trafic régulier de bateaux à vapeur entre Turku et Stockholm. Cependant, Aura Line a fait faillite à l'automne 1984 et le navire est resté dans la rivière Aura.

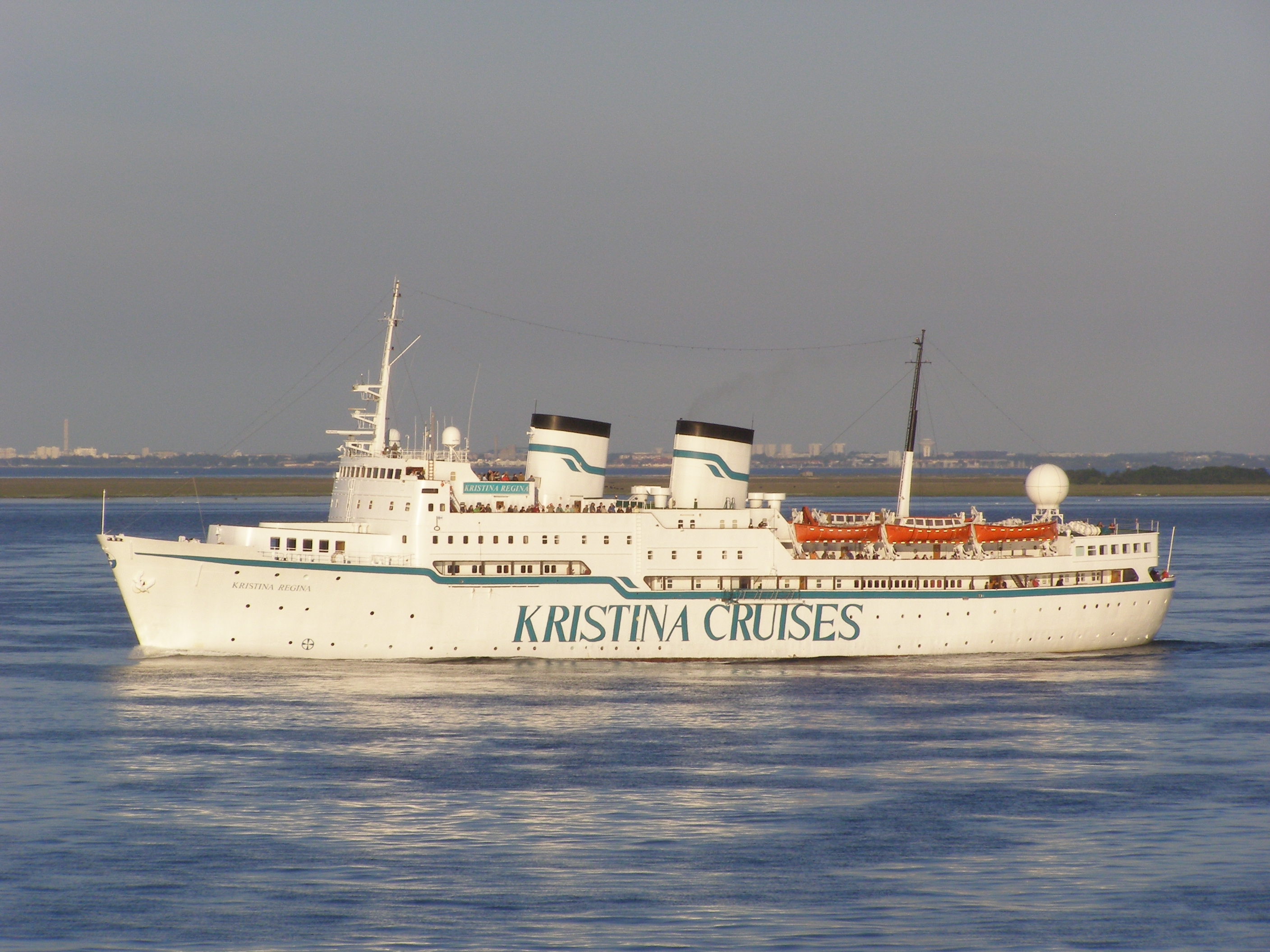
Kristina Regina en 2009

Rannikkolinjat Oy, basé à Kotka, maintenant Kristina Cruises (en) , a acheté le navire en 1987 et a été rebaptisé M/S Kristina Regina . Le navire a ensuite subi une refonte avec des moteurs diesel et un réaménagement en navire e croisière Il a commencé son trafic de croisière entre Helsinki et Kotka, Tallinn, Leningrad, Riga et Visby. En 1989, des travaux de modernisation ont été effectués au chantier naval de Rauma. Le pont des voitures a été transformé en un espace de spectacle avec une scène. Le navire a également opéré en mer Méditerranée et en mer Rouge.
En 2010, Kristina Cruises a revendu le navire à Oy S/S Borea Ab. Le navire a été placé à la rivière Aura à Turku et sert de navire musée, d'hôtel et de restaurant. Il a retrouvé son nom d'origine S/S Bore .

## Galerie

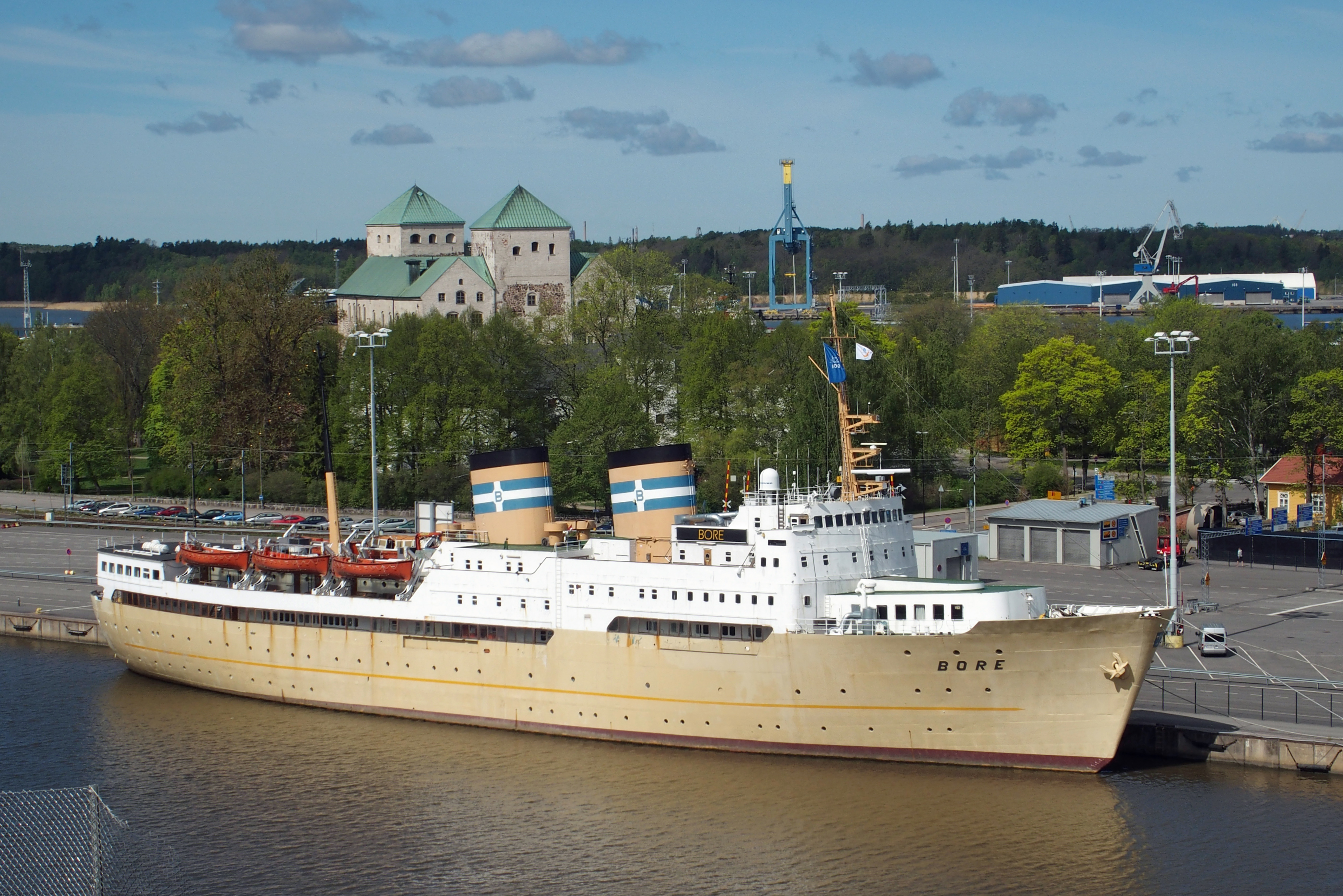
Bore en 2017
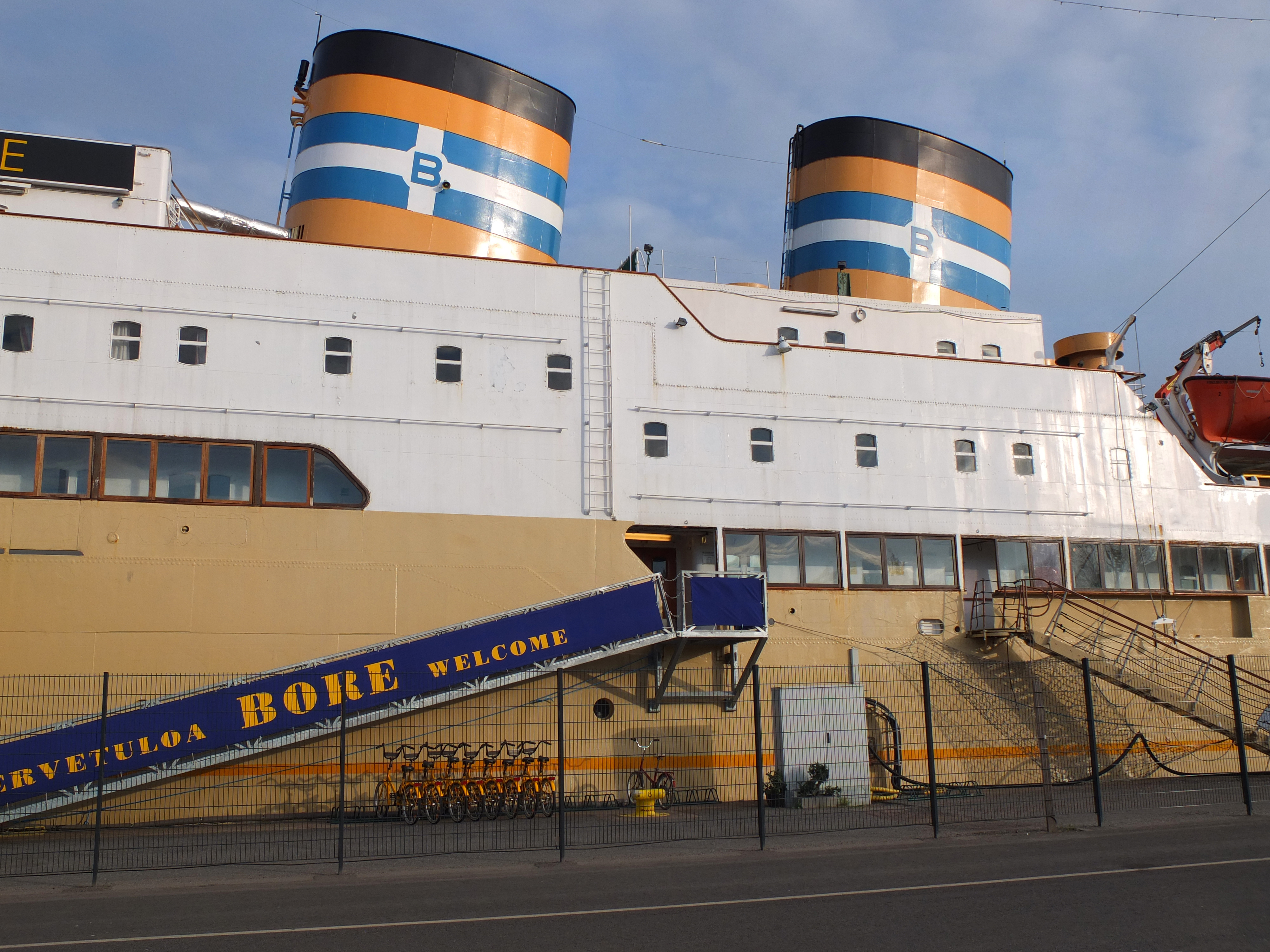
Bore (hotel) en 2014